# Shuiyao (sockenhuvudort i Kina, Shanxi Sheng, lat 39,91, long 112,88)
Shuiyao (kinesiska: 水窑) är en sockenhuvudort i Kina. Den ligger i provinsen Shanxi, i den norra delen av landet, omkring 230 kilometer norr om provinshuvudstaden Taiyuan. Antalet invånare är 5 373. Befolkningen består av 2 661 kvinnor och 2 712 män. Barn under 15 år utgör 15,0 %, vuxna 15-64 år 76 %, och äldre över 65 år 7,0 %.
Runt Shuiyao är det tätbefolkat, med 257 invånare per kvadratkilometer. Närmaste större samhälle är Hejiabao, 17,7 km sydost om Shuiyao. Trakten runt Shuiyao består i huvudsak av gräsmarker.
Genomsnittlig årsnederbörd är 632 millimeter. Den regnigaste månaden är juli, med i genomsnitt 177 mm nederbörd, och den torraste är december, med 3 mm nederbörd.